# Chrysocraspeda olearia
Chrysocraspeda olearia là một loài bướm đêm trong họ Geometridae.